# サム・マックイーン
サミュエル・ジェームズ・"サム"・マックイーン（Samuel James "Sam" McQueen、1995年2月6日 - ）は、イングランド・サウサンプトン出身の元プロサッカー選手。ポジションはDF。

## 経歴

### クラブ
8歳の時に地元サウサンプトンFCのスカウトに見出され同クラブのアカデミーに入団。アカデミーの同期にはジェームズ・ウォード＝プラウズ、ルーク・ショー、カラム・チャンバースらがいた。2014年2月のFAカップ5回戦・サンダーランドAFC戦で途中出場しップチームデビュー。
2018年8月30日、ミドルズブラFCにレンタル移籍をした。同年10月31日、クリスタル・パレスFC戦にて右膝の前十字靭帯を断裂。9回にも及ぶ手術や術後の感染症発覚などにより約3年ほど実戦から遠ざかる時期が続いた。
2022年1月1日、サウサンプトンとの契約満了に伴っておよそ8年間という短いプロキャリアから退くことを発表した。

### 代表
U21イングランド代表歴がある。